# Інститут приватного підприємництва і демократії
Інститут приватного підприємництва і демократії (1993) — незалежна фундація, яка досліджує розвиток приватного сектора в Польщі. 
Інститут ініціює внесення поправок до чинного законодавства, розробляє стандарти економічних відносин, бере участь в громадських обговореннях. 
Джерела фінансування — внутрішні та зовнішні. 
Річний бюджет — 130 тис. дол. 
Інститут організує національні та міжнародні брифінги, конференції длта семінари для політиків і журналістів.